# Australopithecus bahrelghazali
Australopithecus bahrelghazali este o specie extinctă de australopitecine descoperită în 1995 la Koro Toro, Bahr el Gazel, Ciad, și a trăit în urmă cu aproximativ 3,5 milioane de ani, în Pliocen. Este primul și singurul aparținând Australopithecina din Africa Centrală și demonstrează că acest grup a fost distribuit pe scară largă în Africa, spre deosebire de a fi limitat la Africa de Est și de Sud, așa cum se credea anterior. 